# Winzer
Winzer là một đô thị ở huyện Deggendorf bang Bayern nước Đức. Đô thị Winzer có diện tích 27,59 km², dân số thời điểm ngày 31 tháng 12 năm 2006 là 3886 người.